# David Seath

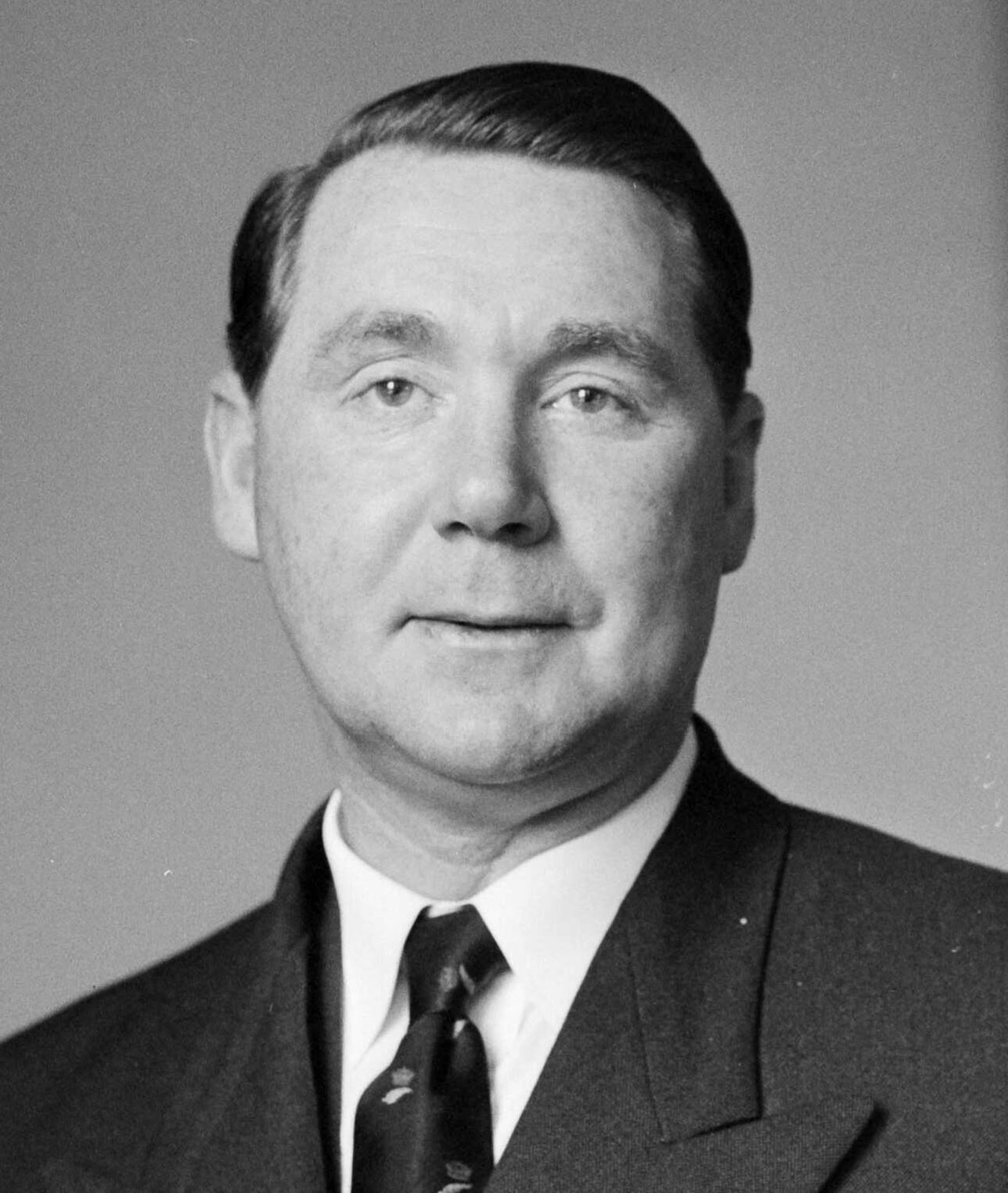
David Seath (1959)

Hon. David Coutts Seath (* 31. März 1914 in Musselburgh, East Lothian, Schottland; † 18. Oktober 1997) war ein neuseeländischer Politiker der New Zealand National Party, der unter anderem von 1954 bis 1972 Mitglied des Repräsentantenhauses sowie zwischen 1963 und 1972 Innenminister und Minister für Zivilverteidigung war.

## Leben

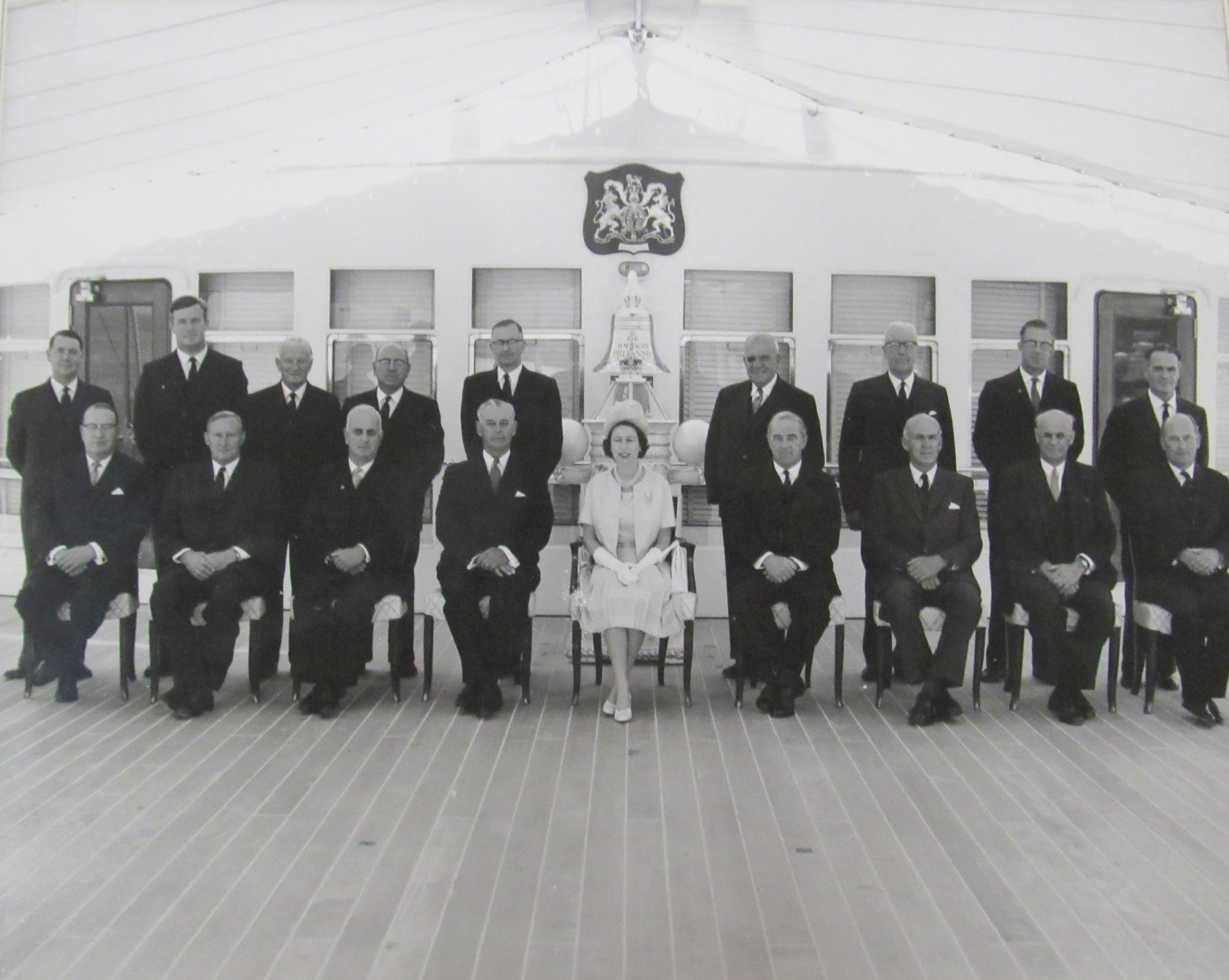
Seath (hinten, 1.v.l.) und das Kabinett Holyoake II mit Königin Elisabeth II. (Februar 1963).

David Coutts absolvierte nach dem Besuch der Waihi District High School und der Waihi School of Mines ein Studium an der University of Edinburgh und war nach dessen Abschluss seit 1937 als Wirtschaftsprüfer in Taumarunui tätig. Während des Zweiten Weltkrieges gehörte er der Royal New Zealand Naval Volunteer Reserve (RNZNVR) an und diente als Korvettenkapitän (Lieutenant Commander) der britischen Seestreitkräfte. Nach Kriegsende nahm er seine Tätigkeit als Wirtschaftsprüfer wieder auf und fungierte zudem von 1953 bis 1955 als Bürgermeister von Taumarunui.
Am 13. November 1954 wurde Seath für die Nationale Partei (New Zealand National Party) als Nachfolger seines Parteifreundes Walter Broadfoot erstmals Mitglied des Repräsentantenhauses (House of Representatives) und vertrat in diesem bis zum 25. November 1972 den Wahlkreis „Waitomo“, woraufhin dieser Wahlkreis aufgelöst wurde. Er wurde am 12. Dezember 1960 zum Parlamentarischen Staatssekretär beim Finanzminister Harry Lake ernannt und hatte diese Position bis zum 24. Januar 1962 inne. Im Zuge einer Regierungsumbildung wurde er am 24. Januar 1962 im Kabinett Holyoake II Minister ohne Geschäftsbereich und hatte dieses Amt bis zum 20. Dezember 1963 inne. Er war im Kabinett Holyoake III vom 20. Dezember 1963 bis zum 22. Dezember 1969 sowie im darauf folgenden Kabinett Holyoake IV zwischen dem 22. Dezember 1969 und dem 7. Februar 1972 Innenminister und Minister für Zivilverteidigung. Nach seinem Tode wurde er auf dem New Cemetery in Taumarunui beigesetzt.

## Hintergrundliteratur
- James Oakley Wilson: New Zealand Parliamentary Record, 1840–1984, V.R. Ward, Government Printer, Wellington 1913, 4. Auflage  1985
- Barry Gustafson: The First 50 Years. A History of the New Zealand National Party, Reed Methuen, Auckland 1986, ISBN 0-474-00177-6
- Michael Bassett: The Mother of All Departments. The history of the Department of Internal Affairs, Auckland University Press, Auckland 1997, ISBN 1-86940-175-1